# Créancier privilégié
Un créancier privilégié est, en droit des entreprises en difficulté un créancier qui aura une priorité pour récupérer l'argent qui lui est dû. Dans le Droit français, il s'agit un créancier du débiteur en difficulté bénéficiant d'une garantie ou d'une sûreté lui assurant, en cas de liquidation des actifs du débiteur, une priorité (un privilège) dans le paiement de sa créance par rapport aux autres créanciers.
Le terme de « créancier privilégié » s'oppose à celui de créancier chirographaire.

## Typologie de privilèges
Il existe cependant différents niveaux de « privilège », car tous les créanciers privilégiés ne bénéficient pas de la même priorité.
Les créanciers peuvent être privilégiés en vertu d'une sûreté réelle ou garantie réelle (nantissement, gage, hypothèque, etc.) qu'ils se sont fait consentir par leur débiteur. Cette garantie, comme tout droit réel, leur confère un droit de suite et un droit de préférence.
Les créanciers peuvent également être privilégiés lorsque la loi leur accorde un privilège : dans le cadre d'une procédure collective, les principaux créanciers privilégiés sont les salariés, le fisc, ou certains créanciers bien spécifiques tels que les bailleurs d'immeuble.

## Au Québec
En droit québécois, les principales sûretés accordant une cause légitime de préférence sont les priorités et les hypothèques.